# Массовые беспорядки в колониях под Тольятти
Массовые беспорядки в колониях под Тольятти 21-22 мая 1970 года — тюремный бунт, произошедший в исправительно-трудовых колониях № 16 и № 7 УВД Куйбышевского облисполкома.

## Предыстория бунтов
В 1970 году в СССР праздновалось 100-летие со дня рождения Владимира Ленина. Советские осуждённые за совершение преступлений ожидали, что власти объявят в стране амнистию, однако ничего подобного не произошло. В итоге в середине мая 1970 года по исправительно-трудовым учреждениям страны прокатилась волна беспорядков.

## Бунты в колониях № 16 и № 7
Вечером 21 мая 1970 года в исправительно-трудовых колониях № 16 и № 7 УВД Куйбышевского облисполкома начались массовые беспорядки. Примерно в 20 часов заключёнными было совершено нападение на часового поста № 1 Киселёва, а затем на помещения камерного типа и штрафные изоляторы. Освободив из них заключённых, участники массовых беспорядков подожгли ряд построек на территории колоний.
Поводом к бунтам послужило ранение в ногу заключённого колонии ИТК-16 Чернышова, который пытался выломать доску в заборе колонии. Часовой Киселёв, увидев его, после предупредительного выстрела дал очередь по ногам Чернышова. Тут же большая группа заключённых, выкрикивая оскорбления в адрес Киселёва, унесла Чернышова в медпункт, а, вернувшись, стали бросаться в часового камнями и палками.
Согласно материалам уголовного дела, первоорганизаторами бунтов стали 11 злостных нарушителей тюремного режима. Они собрали вокруг себя группу уголовников общей численностью более сотни человек. Заключённые Мочальников и Васюк залезли на крыши бараков 2-го и 9-го отрядов и свалили четыре печные трубы, которые были разобраны на кирпичи и использованы как оружие против сотрудников колоний. После этого группа заключённых во главе с Александром Богачёвым подожгла забор, который разделял промышленную и жилую режимные зоны, после чего разгромила ограждения ПКТ и ШИЗО. Были освобождены более чем 40 злостных нарушителей тюремного режима. После этого помещения были подожжены.
Через некоторое время в промышленной режимной зоне колонии заключённые нашли склад со спиртосодержащими жидкостями, и многие участники беспорядков вскоре впали в состояние алкогольного опьянения. Бунт возглавили Александр Богачёв и Александр Яхонов. Они призвали всех участников беспорядков идти в соседнюю колонию ИТК-7, которая была отделена от ИТК-16 двойным ограждением. Толпа свалила ограждение и освободила из тамошней ШИЗО 19 нарушителей тюремного режима, в том числе и «смотрящего» Михаила Феоктистова. После этого, находясь в состоянии алкогольного опьянения, уголовники убили контролёра штрафного изолятора старшего сержанта Трофима Ронжина, а затем подожгли помещение ШИЗО. Затем в течение получаса на территории колоний № 16 и № 7 участники беспорядков подожгли здания штабов, склады, медицинский пункт, магазин, столовую, несколько бараков. Главари вместе с наиболее активными приспешниками начали избиение членов внутреннего актива колоний. Были сильно избиты завхоз из числа заключённых Макаров, активисты Николаев, Овсянников, Васьковский. Заключённый Умец, получив семь ножевых ранений, скончался. Во время беспорядков тяжкие телесные повреждения получили более 20 заключённых из числа внутреннего актива.
Начальник ИТК-16 Гуреев, прибывший на место происшествия вместе с замполитом Брунером и начальником оперчасти Костюком, попытался разрешить ситуацию мирным путём, однако уголовники напали на них. Гуреев, Брунер и Костюк получили телесные повреждения и были доставлены в больницу. К тому времени общее число бунтовщиков достигло 500 человек.
К полуночи, когда стало понятно, что без силового подавления бунта не обойтись, начальник УВД Куйбышевского облисполкома Василий Чистяков издал приказ о проведении специальной операции. Операция началась в 1 час ночи 22 мая 1970 года. В подавлении бунта приняли участие солдаты и офицеры с автоматами и служебными собаками. Увидев их, заключённые добровольно разошлись по уцелевшим баракам. Следом за опергруппами в колонии прибыли пожарные машины, а на рассвете на место происшествия прибыла следственная бригада, состоявшая из сотрудников прокуратуры, милиции и Комитета государственной безопасности СССР. К 7 часам утра 22 мая 1970 года порядок на территории колоний был установлен полностью.

## Следствие и суд
Следствие по делу о бунте в исправительно-трудовых колониях № 16 и № 7 продолжалось более чем один год. К уголовной ответственности по обвинению в действиях, дезорганизующих работу ИТУ, и массовых беспорядках было привлечено 32 человека. Судебный процесс проходил под усиленной охраной в здании Сызранского СИЗО № 2. Слушания продолжались всё лето 1971 года. Все подсудимые были признаны виновными в инкриминируемых им преступлениях. Трое организаторов бунтов — Михаил Феоктистов, Александр Яхонов и Александр Богачёв — были приговорены к высшей мере наказания — расстрелу. В 1972 году приговор был приведён в исполнение. Остальные 29 подсудимых были приговорены к различным срокам лишения свободы от 2 до 15 лет.

## Последствия бунта
О массовых беспорядках в колониях под Тольятти мгновенно стало известно в других колониях области, а впоследствии и страны. Чтобы разрядить возникшее напряжение, власть была вынуждена объявить в конце 1970 года амнистию, которая снизила недовольство в среде осуждённых.